# Câu lạc bộ bóng đá Phú Thọ
Câu lạc bộ bóng đá Phú Thọ (tiếng Anh: Phu Tho Football Club) là một câu lạc bộ bóng đá chuyên nghiệp có trụ sở đặt tại thành phố Việt Trì, tỉnh Phú Thọ, hiện đang thi đấu tại giải bóng đá Hạng Nhì Quốc gia. Sân nhà là sân vận động Việt Trì.

## Lịch sử
Tháng 10 năm 2019, Chủ tịch UBND tỉnh Phú Thọ đã có quyết định thành lập đội bóng Tuấn Tú Phú Thọ để tham gia thi đấu từ giải hạng Ba Quốc gia năm 2019. Tuấn Tú Phú Thọ hoạt động theo quy chế bóng đá chuyên nghiệp, đăng ký thành viên của Liên đoàn Bóng đá Việt Nam. Thời điểm ban đầu, đội bóng có 25 cầu thủ lứa tuổi 18 - 20 tuổi với nòng cốt là các cầu thủ trẻ của Sông Lam Nghệ An. Dẫn dắt đội bóng là huấn luyện viên Hồ Thanh Thưởng.

## Trang phục thi đấu
| Giai đoạn | Hãng áo đấu | Nhà tài trợ in lên áo |
| --------- | ----------- | --------------------- |
| 2020      | Egan        | không có              |
| 2021      | Donex Sport | Donex Sport           |
| 2022-2023 | HP Sport    | không có              |
| 2023-     | Vevoca      | không có              |

| Giai đoạn | Hãng áo đấu | Nhà tài trợ in lên áo |
| --------- | ----------- | --------------------- |
| 2020      | Egan        | không có              |
| 2021      | Donex Sport | Donex Sport           |
| 2022-2023 | HP Sport    | không có              |
| 2023-     | Vevoca      | không có              |

## Cầu thủ
Tính đến Ngày 1 tháng 3 2024.
Ghi chú: Quốc kỳ chỉ đội tuyển quốc gia được xác định rõ trong điều lệ tư cách FIFA. Các cầu thủ có thể giữ hơn một quốc tịch ngoài FIFA.
| Số | VT | Quốc gia | Cầu thủ                                      |
| -- | -- | -------- | -------------------------------------------- |
| 1  | TM | Việt Nam | Ksor Nay Đê Sô                               |
| 2  | TV | Việt Nam | Quách Quang Huy (Mượn từ PVF–CAND)           |
| 3  | HV | Việt Nam | Đặng Trần Chung                              |
| 4  | HV | Việt Nam | Bùi Anh Quân (Mượn từ Đông Á Thanh Hóa)      |
| 5  | HV | Việt Nam | Lê Quốc Thái                                 |
| 7  | TĐ | Việt Nam | Nguyễn Văn Tiếp (Mượn từ Đông Á Thanh Hóa)   |
| 8  | TV | Việt Nam | Hoàng Anh Tuấn                               |
| 9  | TĐ | Việt Nam | Nguyễn Anh Tuấn (Mượn từ PVF–CAND)           |
| 10 | TV | Việt Nam | Nguyễn Trung Đạo                             |
| 12 | TĐ | Việt Nam | Nguyễn Ngọc Tĩnh (Mượn từ Đông Á Thanh Hóa)  |
| 14 | TM | Việt Nam | Lâm Lê Phước Tiến Dũng (Mượn từ SHB Đà Nẵng) |
| 15 | HV | Việt Nam | Đinh Viết Lộc                                |
| 16 | TV | Việt Nam | Võ Quốc Dân (Mượn từ PVF–CAND)               |
| 17 | HV | Việt Nam | Nguyễn Mạnh Đình                             |
| 18 | TV | Việt Nam | Lê Văn Long (Mượn từ SHB Đà Nẵng)            |
| 19 | TV | Việt Nam | Phan Việt Đức                                |

| Số | VT | Quốc gia | Cầu thủ                                    |
| -- | -- | -------- | ------------------------------------------ |
| 20 | HV | Việt Nam | Phạm Văn Nam (Mượn từ Hà Nội)              |
| 21 | TV | Việt Nam | Phùng Viết Trường (Mượn từ Công an Hà Nội) |
| 23 | TV | Việt Nam | Ngô Sỹ Chinh (Mượn từ Hà Nội)              |
| 24 | TĐ | Việt Nam | Đinh Công Hiếu (Mượn từ Đông Á Thanh Hóa)  |
| 25 | TM | Việt Nam | Nguyễn Văn Mạnh                            |
| 27 | HV | Việt Nam | Võ Văn Huy                                 |
| 28 | TV | Việt Nam | Trần Gia Huy                               |
| 29 | TV | Việt Nam | Bùi Huy Hoàng                              |
| 31 | TV | Việt Nam | Bùi Văn Lễ                                 |
| 36 | TV | Việt Nam | Đỗ Văn Việt                                |
| 66 | HV | Việt Nam | Nguyễn Văn Dũng (Mượn từ Đông Á Thanh Hóa) |
| 68 | TV | Việt Nam | Quách Công Đình (Mượn từ SHB Đà Nẵng)      |
| 86 | TV | Việt Nam | Trương Đức Mạnh (Mượn từ Đông Á Thanh Hóa) |
| 87 | TV | Việt Nam | Nguyễn Đức Tùng                            |

## Bê bối
Bóng đá Việt Nam rúng động
Tối 2-5, FIFA thông báo có hai CLB bị Ủy ban kỷ luật FIFA kỷ luật do liên quan dàn xếp tỉ số các trận đấu và giải đấu, Việt Nam có CLB Phú Thọ bị nêu tên. Ủy ban kỷ luật của FIFA đã quyết định loại CLB Phú Thọ khỏi Giải hạng nhì 2025 và phải xuống chơi ở Giải hạng ba mùa tới.
Quyết định kỷ luật của FIFA khiến bóng đá Việt Nam rúng động bởi đây là lần đầu tiên FIFA trực tiếp đánh rớt hạng một CLB Việt Nam mà không cần chờ quyết định kỷ luật nào từ VFF. Trước đó FIFA từng ra án phạt cấm thi đấu trên toàn thế giới với 11 cầu thủ trẻ Đồng Tháp tham gia cá cược và dính tiêu cực ở vòng loại U21 quốc gia 2019.
Trong thông báo, FIFA chỉ cho biết có một hệ thống tố giác chuyên dụng tên BKMS trên website của mình để các cá nhân có thể báo cáo bất kỳ hình thức về dàn xếp tỉ số hoặc hành vi sai trái. Và khi phát hiện những hành vi đáng ngờ, FIFA sẽ yêu cầu CLB hay liên đoàn thành viên cung cấp thông tin và giải trình trước khi đưa ra hình thức xử lý.
Theo tìm hiểu, FIFA nghi ngờ các trận đấu của CLB Phú Thọ từ Giải hạng nhất 2023-2024, mùa giải mà đội bóng này xếp chót bảng và rớt hạng với 6 điểm sau 20 trận. Khi đó CLB Phú Thọ chỉ thắng 1 trận, hòa 3 và thua 16, ghi 6 bàn nhưng để thủng lưới đến 43 bàn. Đại diện VFF cho biết từ đầu năm 2025, FIFA đã yêu cầu CLB Phú Thọ cung cấp một số thông tin, tư liệu liên quan đến những trận đấu nghi vấn ở Giải hạng nhất 2023-2024 và giải trình cho FIFA.
Trong khi đó Giải hạng nhì 2025 chỉ mới khởi tranh từ hôm 11-4 vừa qua. Và CLB Phú Thọ lại toàn thua cả 3 trận ra quân trước Bắc Ninh 0-4 trên sân nhà, Quảng Ninh và Trẻ PVF CAND cùng tỉ số 0-3 trên sân khách. 
1. ↑  "Bước khởi đầu cho sự trở lại của bóng đá chuyên nghiệp Phú Thọ". Cổng Thông Tin Điện Tử Phú Thọ. Bản gốc lưu trữ ngày 25 tháng 2 năm 2022. Truy cập ngày 25 tháng 2 năm 2022.